# Giovanna d'Arco
Personnages
- Giovanna d'Arco (soprano)
- Carlo VII (ténor)
- Giacomo, père de Giovanna (baryton)
- Talbot, un  commandeur anglais (basse)
- Delil, un  officier français (ténor)
- Officiers du roi, villageois, peuple de Reims, soldats français et anglais, bons et mauvais esprits (chœur)
- Grands du royaume, héraults, pages, enfants, maréchaux, députés, dames et chevaliers, magistrats, hallebardiers, gardes d'honneur (figurants)

Giovanna d'Arco (Jeanne d'Arc en français) est un opéra italien en trois actes et un prologue de Giuseppe Verdi sur un livret de Temistocle Solera, d'après Die Jungfrau von Orleans de Friedrich von Schiller, représenté pour la première fois le 15 février 1845 à la Scala de Milan (Italie). C'est le septième opéra de Verdi.

## Genèse
Les spécialistes se sont interrogés sur les raisons de Verdi pour choisir un tel sujet. Gabriele Baldini, pour sa part, note que « la lourde présence du père, d'abord violent ennemi, puis tendre soutien » (ce qui réintroduit la relation père-fille déjà présente dans Oberto) aide à comprendre le choix de cette version de Schiller, dont de nombreux points sont très éloignés de la réalité historique.
Au début du XIXe siècle, l'histoire de Jeanne d'Arc était apparue plusieurs fois en tant qu'opéra, notamment dans ceux de Nicola Vaccai (1827) et de Giovanni Pacini (1830), tous les deux également très inspirés de Schiller.
Giovanni Ricordi, l'éditeur de Verdi, voulant s'assurer qu'il n'existait aucun copyright français (il savait qu'il existait une pièce française sur le même sujet), Solera lui répond en niant toute ressemblance avec la pièce de Schiller, et déclare que l'œuvre est « un drame italien entièrement original... Je ne me suis permis d'être influencé ni par Schiller ni par Shakespeare... Ma pièce est originale ».
Mais le musicologue Julian Budden, citant (entre autres) la mort de Jeanne sur le champ de bataille plutôt que sur le bûcher, prouve que plusieurs aspects du livret sont « plutôt du Schiller dilué ». Il conclut en disant que « l'inventivité n'était pas le point fort de Solera ».

## Création

### Distribution lors de la création[1]
- Giovanna : Erminia Frezzolini (soprano)
- Carlo VII, roi de France : Antonio Poggi (ténor)
- Giacomo, berger de Domrémy :  Filippo Colini (baryton)
- Talbot, commandant en chef des Anglais : Francesco Lodetti (basse)
- Delil, officier du roi :  Napoleone Marconi (ténor)
- Orchestre et chœurs : Teatro alla Scala (Milan)
- Premier violon et directeur d’orchestre : Eugenio Cavallini
- Maestro al cembalo : Giuseppe Verdi puis Giacomo Panizza
- Chef de chœur : Antonio Cattaneo
- Scénographes :
  - Décors architectoniques : Alessandro Merlo, Giovanni Fontana
  - Décors paysagers : Giuseppe Boccaccio

## Argument

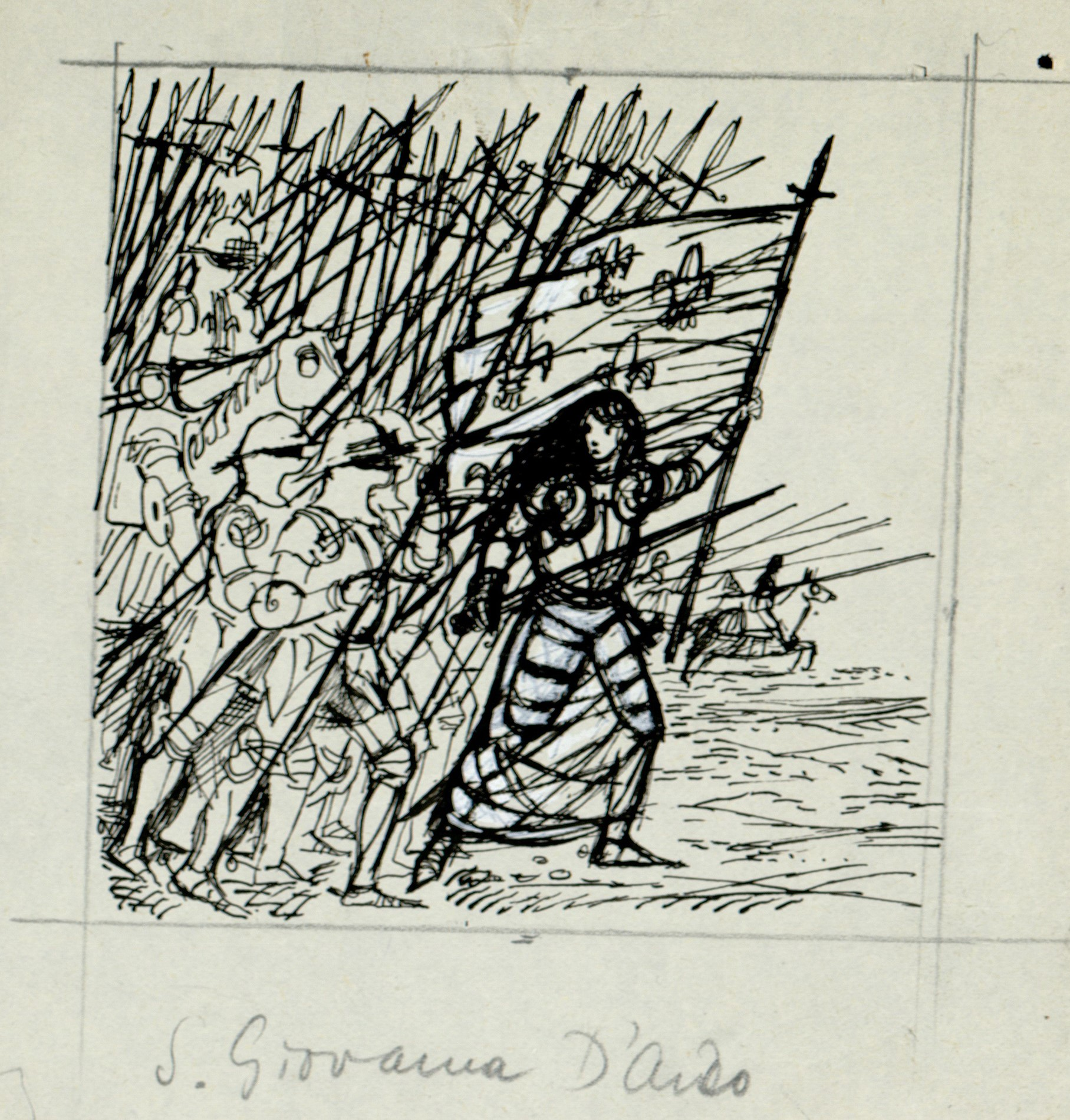
Dessin pour la couverture du livret de Jeanne d'Arc, par Peter Hoffer. (Archives Ricordi).

### Prologue
À Domrémy, en 1429, Charles VII (Carlo) annonce au roi d'Angleterre son intention de quitter le trône ou de cesser les combats, car la Vierge lui est apparue en rêve et lui a ordonné de déposer ses armes dans un bois. Lorsque le roi raconte ce rêve, on l'informe de l'existence d'une chapelle dédiée à la Vierge qui se trouve justement dans ce bois. Il décide de s'y rendre et d'y déposer ses armes. Dans la même forêt, il y a aussi une petite bergerie où vivent Jacques (Giacomo) et sa fille Jeanne (Giovanna). Jeanne revient de la petite chapelle de la Vierge découragée de ne pouvoir combattre pour la France qui est de plus en plus soumise aux Anglais. Elle entre dans la maison et s'endort. Pendant son sommeil, elle est entourée par des mauvais esprits, qui tentent de la persuader de se laisser aller aux joies de la jeunesse. Peu après, cependant, des bons esprits visitent Jeanne, et lui annoncent que son plus grand souhait est sur le point de se réaliser : elle va enfin pouvoir se battre, mais ne devra succomber à aucun amour profane. Jeanne se réveille et se dirige précipitamment dans la chapelle de la Vierge ; elle y trouve des armes, ainsi que le roi qui les y avait déposées. Jeanne se présente au roi comme celle qui va libérer la France. Pendant ce temps, Jacques observe la scène depuis une fenêtre de la maison, et croit que le roi, avec l'aide du diable, a réussi à conquérir sa fille. Tandis que Jeanne quitte son troupeau, Charles tombe amoureux d'elle.

### Acte I
Une campagne près de Reims. Les soldats britanniques pleurent leur défaite qui vient de survenir après tant de victoires et, avec leur commandant en chef, Talbot, discutent de la possibilité d'une retraite. Soudain apparaît Jacques, qui promet aux ennemis de leur expliquer la cause de leur défaite.
À Reims, dans le palais, Jeanne quitte la pièce où l'on s'apprête à fêter la victoire française, et sort dans le jardin à la recherche d'un peu d'air frais. Là, elle décide de retourner à sa bergerie dans la forêt. Mais elle est rejointe par Charles, qui lui avoue son amour. Jeanne commence par refuser, puis finit par admettre qu'elle partage l'amour de Charles (qui n'est toutefois que « pur et spirituel »). À ce moment, Jeanne est prise d'une sorte de délire : les esprits célestes lui rappellent sa promesse de renoncer à tout amour profane. Les convives arrivent dans le jardin ; ils veulent que le roi soit couronné et que Jeanne soit honorée dans la cathédrale. Charles prie pour Jeanne, qui est envahie par une foule de mauvais esprits qui se réjouissent déjà de leur victoire contre l'esprit.

### Acte II
Devant la cathédrale, la foule louange la jeune guerrière. Arrive le cortège précédant Charles et Jeanne qui entrent dans l'église. Près de là, Jacques se souvient de son drame de père trahi. Charles, maintenant couronné roi, sort de la cathédrale et annonce que celle-ci sera consacrée à Jeanne. Soudain Jacques s'avance et accuse sa fille d'avoir des relations avec le diable et d'avoir fauté avec un homme. Jeanne, sachant qu'elle a, d'une certaine façon, échoué dans sa renonciation à l'amour terrestre, ne sait comment se disculper et reste muette : condamnée par tous, la jeune fille se jette aux pieds de son père qui veut la purifier par le bûcher.

### Acte III
Jeanne est emprisonnée dans une forteresse anglaise, près de Rouen. De sa cellule elle entend les bruits de la bataille qui se déroule au loin. Entre Jacques, à qui Jeanne a adressé une prière demandant que ses chaînes lui soient ôtées. Elle lui avoue qu'elle a effectivement aimé Charles pendant un instant, mais qu'elle est toujours restée fidèle à Dieu. Jacques, qui comprend alors que sa fille est toujours pure, brise les chaînes et l'envoie combattre contre les Anglais. Jeanne se précipite hors de la forteresse et mène la bataille. Juché au sommet de la tour, Jacques observe sa fille combattre aux côtés du roi et éloigner les Anglais. Les Français ont gagné et le roi pénètre dans la forteresse, heureux et plein de pardon. Mais Delil, l'officier du roi, lui annonce que Jeanne est morte pendant la bataille. Charles est profondément bouleversé. Il voit passer le corps de sa bien-aimée, porté par une procession. Soudain, miraculeusement, Jeanne se relève, reconnaît le roi et son père et demande qu'on lui donne un drapeau. Elle le brandit et voit, des cieux ouverts, descendre la Vierge Marie. Sous les yeux de la foule qui la pleure, Jeanne est transfigurée et enlevée au ciel parmi les bons esprits.

## Numéros musicaux
- Ouverture

### Prologue
- 1 Introduction
  - Chœur Qual v'ha speme? Scène I
- 2 Scène et Cavatine de Carlo
  - Scène Il re! - Nel suo bel volto (Delil, Villageois, Officiers, Carlo) Scène II
  - Cavatine Sotto una quercia parvemi (Carlo, Chœur) Scène II
  - Récit Allor che i flebili (Villageois, Carlo) Scène II
  - Cabaletta Pondo è letal, martiro (Carlo, Chœur) Scène II
- 3 Scène de Giacomo
  - Scène Gelo, terror m'invade! (Giacomo) Scène III
- 4 Scène et Cavatine de Giovanna
  - Scène Oh, ben s'addice questo (Giovanna) Scène IV
  - Cavatine Sempre all'alba ed alla sera (Giovanna) Scène IV
- 5 Finale du Prologue
  - Scène Paventi, Carlo, tu forse? (Carlo) Scène V
  - Chœur Tu sei bella (Spiriti malvagi) Scène V
  - Chœur Sorgi! I Celesti accolsero (Bons esprits) Scène V
  - Scène Pronta sono! (Giovanna, Carlo) Scène V
  - Cabaletta Son guerriera che a gloria t'invita... (Giovanna, Carlo) Scène V
  - Trio A te, pietosa Vergine (Giovanna, Carlo, Giacomo) Scène VI
  - Strette du Finale Or sia patria il mio solo pensiero... (Giovanna, Carlo, Giacomo) Scène VI

### Acte I
- 6 Introduction
  - Chœur Ai lari!... Alla patria! (Chœur des soldats, Talbot) Scène I
- 7 Scène et Aria de Giacomo
  - Scène Questa rea che vi percuote (Giacomo, Talbot, Chœur) Scène II
  - Aria Franco son io, ma in core (Giacomo, Chœur) Scène II
  - Tempo di mezzo Vien!... di guerra in forte luogo (Talbot, Chœur, Giacomo) Scène II
  - Cabaletta So che per via di triboli (Giacomo, Talbot, Chœur) Scène II
- 8 Romance de Giovanna
  - Scène Qui! qui!... dove più s'apre (Giovanna) Scène III
  - Romance O fatidica foresta (Giovanna) Scène III
- 9 Duo et Finale I
  - Scène Ho risolto... - E in tai momenti (Giovanna, Carlo) Scène III-IV
  - Duo Dunque, o cruda, e gloria e trono (Carlo, Giovanna, Chœur de voix célestes) Scène IV
  - Finale I Le vie traboccano (Officiers, Delil, Giovanna, Carlo) Scène V-VI
  - Chœur final Vittoria, vittoria!... plaudiamo a Satàna (Mauvais esprits) Scène VI

### Acte II
- 10 Marche
  - Marche triomphale Dal cielo a noi chi viene (Chœur) Scène I
- 11 Scène et romance de Giacomo
  - Scène Ecco il luogo e il momento! (Giacomo) Scène II
  - Romance Speme al vecchio era una figlia... (Giacomo) Scène II
- 12 Finale II
  - Chœur Te, Dio, lodiam, te confessar n'è vanto (Chœur) Scène II
  - Scène Compiuto è il rito! (Giacomo, Carlo, Giovanna, Chœur) Scène II-III
  - Trio Comparire il ciel m'ha stretto (Giacomo) Scène III
  - Suite du Finale No! forme d'angelo (Carlo, Giacomo, Giovanna, Chœur) Scène III
  - Stretta du Finale Ti discolpa!  (Carlo, Giacomo, Giovanna, Chœur) Scène III

### Acte III
- 13 Scène et Duo de Giovanna et Giacomo
  - Scène I Franchi! I Franchi! (Chœur, Giovanna, Giacomo) Scène I-II
  - Duo Amai, ma un solo istante (Giovanna, Giacomo) Scène II
  - Tempo di mezzo Tu che all'eletto Sàulo (Giovanna, Giacomo) Scène II
  - Cabaletta Or dal padre benedetta (Giovanna, Giacomo) Scène II
  - Bataille Giovanna, Giacomo (Giacomo, Chœur) Scène III-IV
- 14 Scène et romance de Carlo
  - Scène Di novel prodigio (Carlo, Giacomo, Delil) Scène IV-V
  - Romance Quale più fido amico (Carlo) Scène V
- 15 Dernier Finale
  - Marche funèbre Un suon funereo d'intorno spandesi (Chœur, Carlo, Giacomo) Scène V-VI
  - Scène Che mai fu? dove son? (Giovanna, Carlo, Giacomo) Scène VI
  - Finale S'apre il cielo... Discende la Pia (Giovanna, Carlo, Giacomo, Chœur, Bons esprits, Mauvais esprits) Scène VI

## Orchestration
2 flûtes (seconde flûte aussi piccolo), 2 hautbois (second hautbois aussi cor anglais), 2 clarinettes, 2 bassons, 4 cors, 2 trompettes, 6 ou 9 trompettes en coulisse, 3 trombones, cimbasso, timbales, caisse claire, grosse caisse et cymbales (cassa), cymbales (piatti), triangle, cloches, canon, petite harmonie, grande harmonie, harpe, harmonium, cordes.

## Enregistrements
Il existe plusieurs enregistrements de Giovanna d'Arco, mais un seul a été réalisé en studio : la version dirigée par James Levine en 1972, avec Montserrat Caballé, Plácido Domingo, et Sherrill Milnes. Domingo figure aussi dans un enregistrement live de 2013 avec Anna Netrebko, où il chante de rôle de Giacomo (baryton), alors qu'il chantait le rôle de Carlo (ténor) en 1972.
| Année | Distribution (Giovanna, Carlo, Giacomo)              | Chef d'orchestre, Opéra et Orchestre                                                                                       | Label                                      |
| ----- | ---------------------------------------------------- | --- | ------------------------------------------ |
| 1951  | Renata Tebaldi, Carlo Bergonzi, Rolando Panerai      | Alfredo Simonetto, RAI Milano Symphonic Orchestra et Chœurs                                                                | Audio CD: Melodram Cat: 27021              |
| 1972  | Montserrat Caballe, Plácido Domingo, Sherrill Milnes | James Levine, London Symphony Orchestra, Ambrosian Opera Chorus                                                            | Audio CD: EMI Classics Cat: 7-63226-2      |
| 1990  | Susan Dunn, Vincenzo La Scola, Renato Bruson         | Riccardo Chailly, Teatro Comunale di Bologna Orchestre et Chœurs. (Mis en scène par le réalisateur allemand Werner Herzog) | DVD: Kultur Cat: D4043                     |
| 2008  | Svetla Vassileva, Evan Bowers, Renato Bruson         | Bruno Bartoletti, Teatro Regio di Parma                                                                                    | DVD:C Major Cat:721208                     |
| 2013  | Anna Netrebko, Francesco Meli, Plácido Domingo       | Paolo Carignani, Münchner Rundfunkorchester, Philharmonia Chor Wien                                                        | Audio CD: Deutsche Grammophon Cat: 4792712 |